# Rika Radifé
Rebecca Behar dite Rika Radifé, née  à Constantinople en 1902 et morte à Paris 14e le 26 décembre 1983, est une actrice française.

## Biographie
Divorcée de l'acteur Jean Arbuleau, Rika Radifé se remarie avec l'acteur Harry Baur en 1936.
Durant l'occupation allemande, quelques acteurs français devaient effectuer un voyage d’exhibition souhaité et organisé par les autorités de propagande nazie. Baur fait partie de cette tournée et revient ensuite à Paris. Sur la foi de dénonciations crapuleuses, Rika Radifé et Harry Baur sont arrêtés par la police allemande le 30 mai 1942. Accusés d'être juifs, ils sont transférés respectivement à la prison de la Santé et à la prison du Cherche-Midi. Rika est libérée après cent quinze jours de détention, mais les nazis ne lui rendent pas les tableaux qu'ils lui avaient pris. Son mari a été empêché de recevoir des visites, sa correspondance et même ses médicaments. Souffrant et continuellement torturé, il est libéré le 19 septembre 1942, faute pour ses tortionnaires d'avoir pu lui imputer la moindre ascendance juive. Il meurt quelques mois plus tard le 8 avril 1943.
Pendant la période collaborationniste en France, Rika Radifé parvient, bien que née juive, à se faire reconnaître comme musulmane, et ne sera plus inquiétée par la Gestapo durant les dernières années de l'occupation.
Par la suite, elle se convertit au catholicisme, conquise par la piété du prêtre Franz Stock qui avait apporté le réconfort spirituel à son mari durant son incarcération.
De 1953 à 1980, elle dirige le théâtre des Mathurins à Paris. Tout le reste de sa vie, elle travaille à faire vivre la mémoire de son conjoint Harry Baur. Rika Radifé repose dans la sépulture familiale d'Harry Baur au cimetière Saint-Vincent de Montmartre.

## Filmographie
- 1937 : Sarati le terrible d'André Hugon  : Remedios
- 1937 : Paris de Jean Choux
- 1936 : Un grand amour de Beethoven d'Abel Gance : Mme Johann van Beethoven (non créditée)
- 1934 : Le Greluchon délicat de Jean Choux
- 1934 : Les Nuits moscovites d'Alexis Granowsky : la femme de chambre (non créditée)
- 1934 : Un homme en or de Jean Dréville